# Rolf Helm
Rudolf „Rolf“ Helm (* 30. März 1896 in Dresden; † 9. April 1979 in Ost-Berlin) war ein deutscher Jurist und Politiker. Er war Generalstaatsanwalt von Sachsen und Ost-Berlin, Abgeordneter der Volkskammer und Staatssekretär in der DDR.

## Leben
Helm entstammte einer wohlhabenden bürgerlichen Familie. Sein Vater war Jurist. Sein Taufname war Rudolf, der von den Eltern bewusst gewählt wurde, denn seine Mutter war eine geborene Rudolph, die einzige Tochter eines millionenschweren Geheimen Justizrates, der Mitglied bzw. Vorsitzender zahlreicher Aufsichtsräte von Konzernen und Banken war. Helm gebrauchte später den kürzeren Rufnamen Rolf. Er besuchte bis 1914 das Vitzthum-Gymnasium Dresden und legte das Abitur ab. Während des Ersten Weltkriegs leistete er von 1914 bis 1918 Kriegsdienst, zunächst als Unteroffizier und ab 1916 als Leutnant.
Nach dem Krieg studierte er von 1919 bis 1922 Rechtswissenschaften in München, Jena und Leipzig. Im Januar 1921 erklärte er seinen Beitritt zur Kommunistischen Partei Deutschlands (KPD). Im Februar 1922 legte er das 1. juristische Staatsexamen an der  Universität Leipzig ab und wurde zum Thema „Die Rechtsnatur der Betriebsräte“ zum Dr. Jur. promoviert. Im Juni 1922 heiratete er Maria von Zahn (1901–1973), eine Schwester Peter von Zahns. Von 1922 bis 1925 absolvierte er die damals vorgeschriebene dreijährige Referendarzeit an Dresdner Gerichten. Im Jahr 1923 war er persönlicher Referent und juristischer Berater des Vorsitzenden der KPD-Fraktion im sächsischen Landtag und zeitweiligen Finanzministers Paul Böttcher. Nach dem 2. juristischen Staatsexamen 1925 erhielt er die Zulassung als Rechtsanwalt beim Amts- und Landgericht Dresden. Er arbeitete als ständiger juristischer Mitarbeiter der „Arbeiterstimme“. Im Januar 1924 wurde er KPD-Stadtverordneter in Dresden. Ab 1925 wirkte er als Rechtsanwalt für die Rote Hilfe Deutschlands (RHD) und als Vorsitzender der „Freunde des neuen Russlands“.
Nach dem nationalsozialistischen Machtantritt wurde er am 1. März 1933 von der Polizei in „Schutzhaft“ genommen. Die ersten drei Monate verbrachte er zunächst im Dresdner Polizeigefängnis in Einzelhaft. Nach der Überführung in das Gerichtsgefängnis „Mathilde“ (im Volksmund so benannt, weil es sich in der Mathildenstraße befand) wurde er mit Heinrich Fleißner zusammengelegt. Helm wurde nach acht Monaten am 3. November 1933 aus der „Schutzhaft“ entlassen und in das KZ Colditz gebracht. Am 17. November 1933 wurde er jedoch überraschend entlassen. In der Folgezeit blieb er unter indirekter Gestapo-Aufsicht. Er wurde aus der Anwaltskammer ausgeschlossen und war bis 1937 arbeitslos. Von 1937 bis 1939 fand er eine Anstellung als Handelsvertreter. Er verlegte im September 1939 seinen Wohnsitz nach Berlin und fand Arbeit bei einer Werbefirma. Im August 1944 wurde er von der Gestapo verhaftet und bis Oktober 1944 im Landgerichtsgefängnis Bautzen inhaftiert. Infolge von Ausbombungen landete er im Februar 1945 mit seiner Frau in Kleinmachnow, wo sie im April 1945 das Ende des Krieges erlebten. Ihre beiden Söhne hatten sie während des Zweiten Weltkriegs verloren.
Im Juni 1945 gehörte er zu den Gründern einer KPD-Ortsgruppe in Kleinmachnow. Im selben Monat wurde er Leiter der Rechtsabteilung der Sozialversicherungsanstalt von Groß-Berlin. Von Januar 1946 bis 1947 wirkte er als Leiter der Rechtsabteilung in der Deutschen Zentralverwaltung für Arbeit und Sozialfürsorge. 1946 wurde er Mitglied der Sozialistischen Einheitspartei Deutschlands (SED) und 1947 der Vereinigung der Verfolgten des Naziregimes (VVN). Als Nachfolger des verstorbenen John Ulrich Schroeder fungierte er von November 1947 bis Februar 1949 als Generalstaatsanwalt des Landes Sachsen und war 1948 Hauptankläger im Görlitzer Schauprozess gegen Hans Meinshausen und Bruno Malitz, im Glauchau-Meerane-Prozess gegen Textil-Unternehmer, im Kamienna-Prozess gegen Nazi- und Kriegsverbrecher des ehemaligen Hasag-Konzerns in Leipzig und im Bautzener Prozess wegen Verfolgung und Unterdrückung der sorbischen Bevölkerung. Danach wurde er als Generalstaatsanwalt von Groß-Berlin berufen (Nachfolger des nach West-Berlin geflüchteten Wilhelm Kühnast). Am 30. Dezember 1948 war er Mitglied des Initiativkomitees zur Gründung der Vereinigung Demokratischer Juristen Deutschlands (VDJD) und später Mitglied des Sekretariats des VDJD.
Die Gründung der DDR erlebte er als gewähltes Mitglied des Deutschen Volksrates und damit als Mitglied der konstituierenden Provisorischen Volkskammer. Am 10. November 1949 wurde er auf der 5. Volkskammersitzung zum Mitglied des Rechtsausschusses gewählt.
Im Herbst 1950 wurde er in die SED-Landesleitung Berlin gewählt, der er bis Juli 1951 angehörte. Von April bis Mai 1951 war er kurzzeitig Leiter der Präsidialkanzlei beim Präsidenten der DDR Wilhelm Pieck im Rang eines Staatssekretärs (Nachfolger von Leo Zuckermann). Bereits am 2. Mai 1951 beschloss das Politbüro des ZK der SED seine sofortige Abberufung als Staatssekretär wegen Beziehungen seiner Familie zum Westen. Anschließend war er bis März 1953 Direktor der Zentralen Richterschule in Potsdam-Babelsberg. Von März 1953 bis 31. Dezember 1958 war er als Abteilungsleiter im Ministerium der Justiz zuständig für Rechtsanwälte und Notare. Vom 1. Januar 1959 bis 1963 wirkte er als Justitiar der Deutschen Akademie der Wissenschaften zu Berlin (DAW). Ende des Jahres 1963 ging er in den Ruhestand. Er war Mitglied des Zentralvorstandes der VVN, des Friedensrates und ab 1960 Mitglied des Komitees zum Schutze der Menschenrechte sowie ab 1961 stellvertretender Vorsitzender des Komitees.

## Auszeichnungen
- 1919 Eisernes Kreuz I. Klasse
- 1956 Vaterländischer Verdienstorden in Silber und 1976 in Gold
- 1958 Medaille für Kämpfer gegen den Faschismus 1933 bis 1945
- 1959 Medaille für die Teilnahme an den bewaffneten Kämpfen der deutschen Arbeiterklasse in den Jahren 1918 bis 1923
- 1962 Deutsche Friedensmedaille
- 1964 Ehrennadel der Nationalen Front
- 1965 Medaille für Verdienste in der Rechtspflege in Silber
- 1966 Orden Banner der Arbeit
- 1966 Carl-von-Ossietzky-Medaille
- 1968 und 1974 Ehrennadel der Organe der Rechtspflege
- 1968 Ehrenplakette der Deutschen Akademie für Staats- und Rechtswissenschaft
- 1975 Ehrenmedaille des Komitees der Antifaschistischen Widerstandskämpfer in der DDR

## Schriften
- Grundfragen des Arbeitsrechts. Mit einem Vorwort von Paul Merker. Dietz Verlag, Berlin 1948
- Geleitwort in: Karl Raddatz: Totengräber Deutschlands. VVN-Verlag, Berlin 1952
- Anwalt des Volkes – Erinnerungen. Dietz Verlag, Berlin 1978